# Vegar Kristiansen
Vegar Kristiansen (* 14. Februar 1971 in Trondheim) ist ein norwegischer Poolbillardspieler. Er wurde 2014 Senioren-Europameister.

## Karriere
1990 wurde Kristiansen 14/1 endlos-Junioren-Europameister.
Bei der 9-Ball-WM 1999 erreichte er den dritten Platz. 2000 belegte er lediglich den 33. Platz. Bei den US Open erreichte er den 17. Platz.
2008 schied er im Halbfinale des 14/1 endlos-Wettbewerbs der Europameisterschaft gegen den Deutschen Ralf Souquet aus. 2009 verlor er im 9-Ball-Viertelfinale gegen den Österreicher Mario He. Bei der 10-Ball-WM 2009 schied er sieglos in der Vorrunde aus. Bei den China Open erreichte er 2009 den 17. Platz.
Bei der Senioren-EM 2013 wurde er durch eine Finalniederlage im 10-Ball gegen den Deutschen Reiner Wirsbitzki Vize-Europameister, im 14/1 schied er im Viertelfinale aus. Bei den US Open belegte er den 65. Platz.
Bei der Herren-EM 2014 kam er nicht über den 17. Platz im 8-Ball hinaus. Bei den Senioren wurde er 2014 hingegen 9-Ball-Europameister und Vize-Europameister im 10-Ball, wobei er im Finale jeweils gegen den Portugiesen Henrique Correia spielte. Im 8-Ball schied er im Halbfinale gegen den Niederländer Jesse Thehu aus.
Auf der Euro-Tour erreichte Kristiansen 2000 bei den Italy Open das Viertelfinale. Mit den Portugal Open gewann er 2001 durch einen Finalsieg gegen den Niederländer Alex Lely zum bislang einzigen Mal ein Euro-Tour-Turnier. Im Achtelfinale der Costa Blanca Open 2010 schied er gegen den Spanier Francisco Díaz-Pizarro aus.
2013 verlor er im Sechzehntelfinale der Austria Open gegen den späteren Turniersieger Niels Feijen, bei den Bosnia & Herzegovina Open verlor er im Viertelfinale gegen den Engländer Daryl Peach.
Bei der Mannschafts-WM 2010 schied er mit dem norwegischen Team im Achtelfinale gegen die Philippinen aus.
Kristiansen wurde über dreißigmal norwegischer Meister.